# Nacionalisme negre

Bandera afroamericana.

El nacionalisme negre és un moviment polític i social sorgit en oposició al multiculturalisme i que busca la creació d'una nació negra, va néixer a mitjans del segle xix, i va adquirir una singular força en els anys 60 i principis dels 70 del segle xx, principalment entre els afroamericans dels Estats Units. El nacionalisme negre promou el manteniment de la identitat afroamericana, reconeixent els seus orígens africans com a poble. Alguns dels seus lemes són: Black power i Black is beautiful. Algunes personalitats associades amb la consigna van ser Malcolm X, les Panteres Negres, el Nou Partit Pantera Negra i l'Exèrcit d'Alliberament Negre.